# هيروشي يوشيدا
هيروشي يوشيدا (باليابانية: 吉田 弘) (11 فبراير 1958 في شيزوكا في اليابان – )؛ هو لاعب كرة قدم ياباني سابق كان يلعب كمهاجم. سبق له أن لعب مع منتخب اليابان.

## مسيرته الكروية
لعب هيروشي يوشيدا خلال مسيرته الاحترافية مع نادِ واحدٍ في عشرة مواسم وسجل خلالها 60 هدف ضمن 180 مباراة. ولم يفز بأي موسم بالكأس وفاز في موسم واحد بالدوري.
خاض هيروشي يوشيدا مسيرته مع نادي جيف يونايتد تشيبا في موسم 1980 ليلعب معه عشرة مواسم، مشاركًا في 180 مباراة سجل خلالها 60 هدف.

## وصلات خارجية
- هيروشي يوشيدا على موقع ناشيونال فوتبول تيمز (الإنجليزية)
- هيروشي يوشيدا على موقع Soccerway.com (الإنجليزية)
- هيروشي يوشيدا على موقع عالم كرة القدم.نت (الإنجليزية)

- National Football Teams
- Japan National Football Team Database